# Передний край обороны

Индийская пехота перед газовой атакой (август 1915 года).

Передний край обороны — условное понятие, под которым в военном деле понимается мнимая линия на местности, соединяющая ближайшие к неприятелю оборонительные окопы подразделений первого эшелона: стрелков (пехоты), мотострелков (мотопехоты), огневых средств и тому подобное. 
При наличии подготовленной системы траншей передним краем обороны может быть ближайшая к противнику занятая войсками траншея первой позиции первого оборонительного рубежа. Также различают передний край обороны 2-го и последующих оборонительных рубежей оперативного формирования, которые, как правило, определяется командующим оперативного объединения по рабочей карте и уточняется на местности командирами соединений (частей). В рабочих документах применяется словосочетание Передний край.

## Общие положения
В современной военной науке принято выбирать расположение переднего края обороны вдоль рубежей с максимальным количеством естественных противотанковых препятствий, которые облегчают установку инженерных заграждений. При этом особенности ландшафта должны обеспечивать удобство зрительного наблюдения за местностью и способствовать организации эффективной системы огня, которая бы позволила создание зоны сплошного многослойного огня на подступах. Исключительную ценность имеют те особенности рельефа, которые затрудняют противнику наблюдение за передним краем обороны и развёртывание его войск перед ним. Чрезвычайно нежелательным считается наличие вблизи переднего края обороны хорошо видимых издалека ориентиров и выделяющихся местных предметов. В целях упрощения маскировки и снижения эффективности вражеского огня прямолинейное построение переднего края обороны не применяется (считается крайне неудачным), при этом все изломы и изгибы его формы рекомендуется использовать для организации огневых мешков, в которых противника можно поражать перекрёстным и фланговым огнём.
Нередко практикуется создание ложных передних краёв обороны, а конфигурация истинного переднего края выстраивается таким образом, чтобы затянуть наступающего противника в районы эффективного огневого поражения (например — огневые мешки). Различают передний край обороны второй и последующих полос (рубежей) обороны.